# Ryska luftanfallsstyrkornas militärhögskola

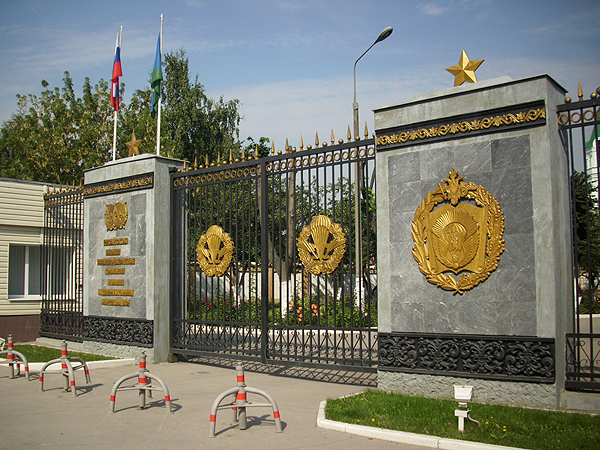
Huvudentré

Ryska luftanfallsstyrkornas befälsskola (ryska: Ряза́нское гвардейское вы́сшее возду́шно-деса́нтное о́рдена Суво́рова два́жды Краснознамённое кома́ндное учи́лище и́мени генера́ла а́рмии В. Ф. Марге́лова) grundades 1918 som infanteribefälsskola. Den har till uppgift att ge grundläggande officersutbildning inom området personalledning, översättning och ledningssystem samt grundläggande utbildning av sergeanter (cержанты) inom området tekniskt underhåll och sambandssystem.

## Institutioner
Befälsskolan har 191 disputerade lärare vid 15 militära och fyra civila institutioner.
- Taktik
- Understöd
- Vapen och skytte
- Humaniora och ekonomisk sociologi
- Fallskärmsutbildning
- Pansarfordon
- Materielunderhåll
- Förvaltningslära
- Idrott och fysisk träning
- Ryska och främmande språk
- Matematik och naturvetenskap
- Kryptering och datalogi
- Radio-, radiorelä-, marknära, satellit- och trådlös kommunikation
- Militära kommunikations- och telesystem
- Allmän
- Fordonsteknik
- Fordonstjänst
- Materielreparationer
- Motorer och elektrisk utrustning

## Programutbildningar
| Program                                                                      | Utbildningens längd | Eхamen         | Grad efter genomförd utbildning | Tjänstegren/befattning efter genomförd utbildning |
| ---------------------------------------------------------------------------- | ------------------- | -------------- | ------------------------------- | --- |
| "Personalledning"                                                            | 5 år                | Yrkesexamen    | Löjtnant                        | Luftanfallsförband Luftanfallsförband (berg) Luftanfallsförband (spaning) Luftburna förband Marininfanteri Specialförband                                             |
| "Översättning och tolkning"                                                  | 5 år                | Yrkesexamen    | Löjtnant                        | Särskilda underrättelseförband Språkstöd för militär verksamhet |
| "Informations- och kommunikationsteknik samt speciella kommunikationssystem" | 5 år                | Yrkesexamen    | Löjtnant                        | Luftburna ledningsförband |
| "Fordonstekniskt underhåll och reparationer"                                 | 2 år 10 månader     | Teknikerexamen | Sergeant                        | Stf chef spaningspluton Stf chef fallskärmsjägarpluton Stf chef luftburen pluton Stf chef fordonsreparationspluton Chef transportpluton Chef materielpluton Gruppchef |
| "Kommunikationsnät och omkopplingssystem"                                    | 2 år 10 månader     | Teknikerexamen | Sergeant                        | Äldre tekniker |
| "Flerkanaliga telekommunikationssystem"                                      | 2 år 10 månader     | Teknikerexamen | Sergeant                        | Stationschef Troppchef Äldre tekniker |
| "Radiokommunikation, radio och television"                                   | 2 år 10 månader     | Teknikerexamen | Sergeant                        | Stf plutonchef |

Källa: 

## Illustrationer

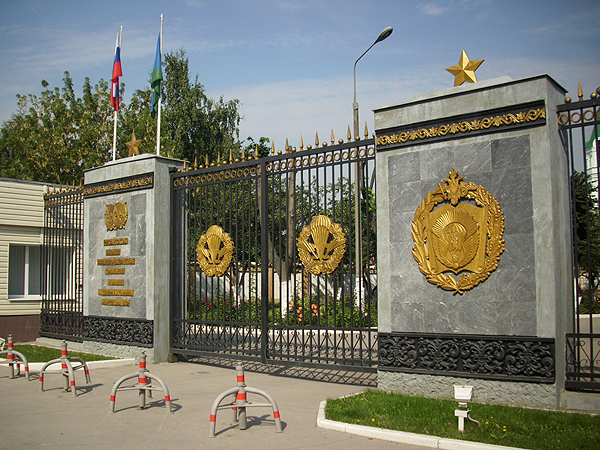
Huvudingången till Luftanfallsstyrkornas militärhögskola i Rjazan.
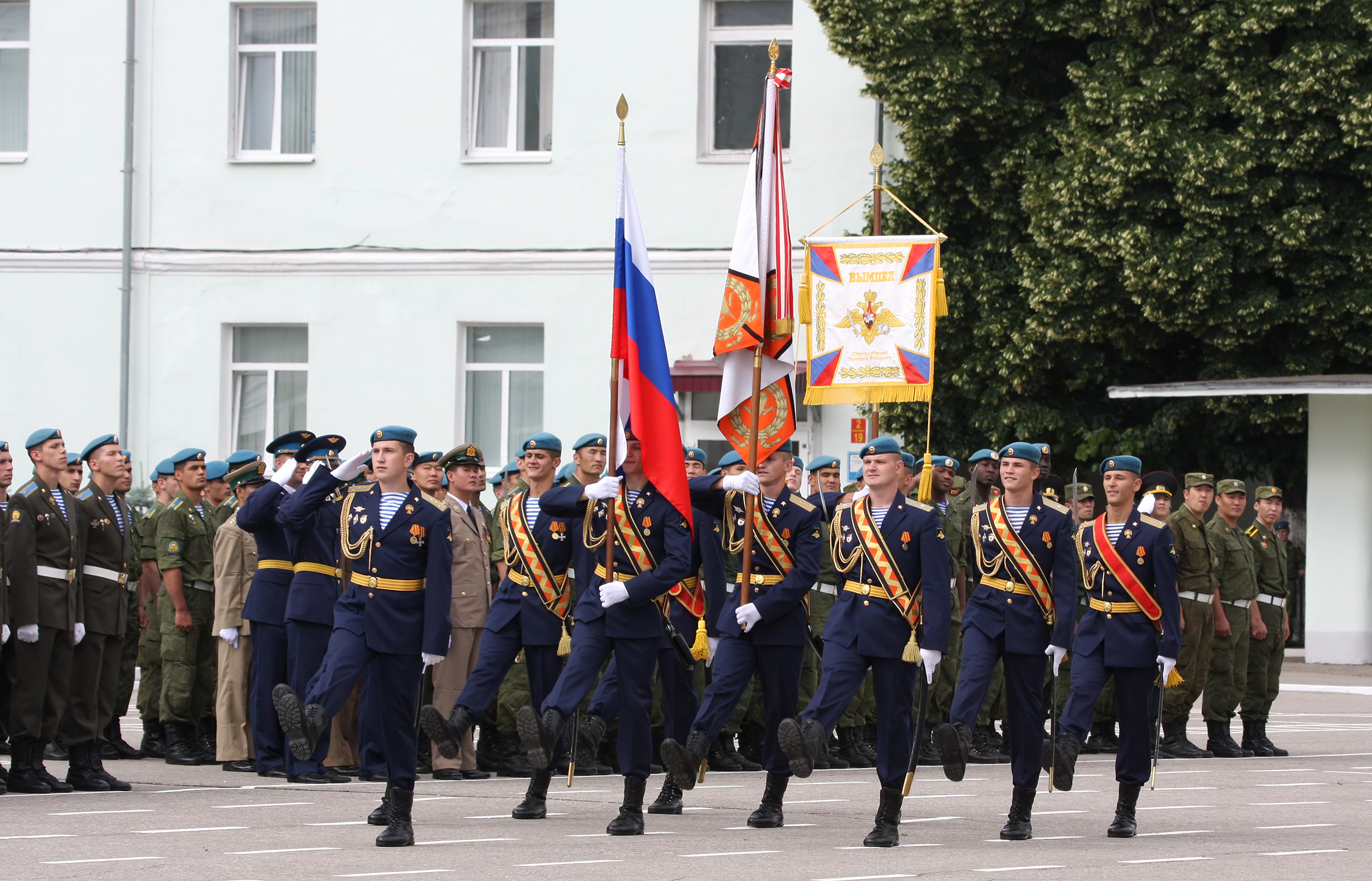
Fanvakt vid examensparaden 2013.
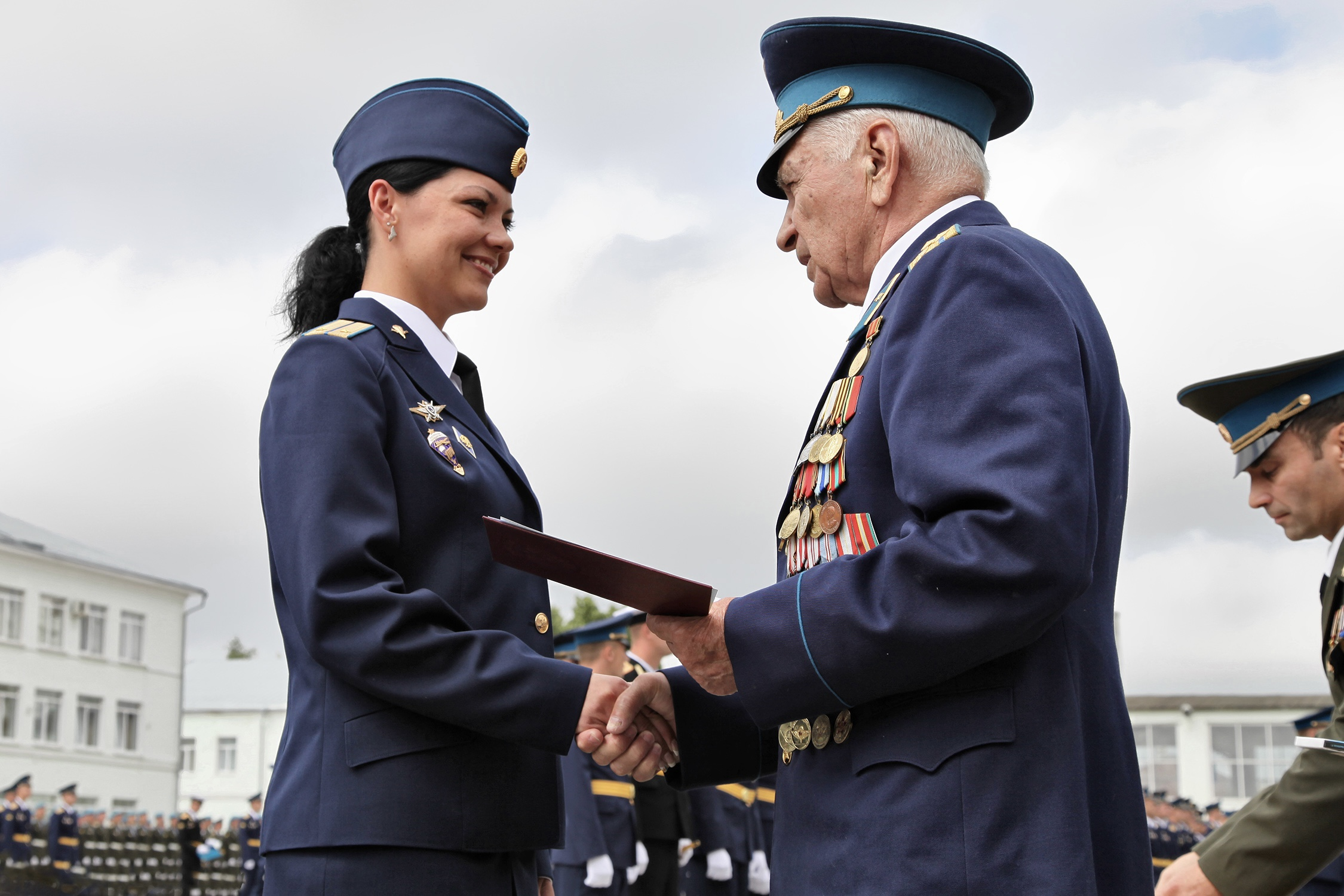
Tjugofem kvinnor var antagna till och 14 blev utexaminerade från 2013 års officerskurs.